# Éric Navet
Éric Navet, né le 9 mai 1959 à Bayeux en Normandie, est un cavalier français de saut d'obstacles. Il mesure 1,80 m pour 65 kg. 

## Biographie
Le père d'Éric Navet, Alain, a été cavalier international et a remporté de nombreux Grand Prix Internationaux. Une fracture de la cheville l’empêche malheureusement de participer aux JO de Tokyo en 1964.
Alain Navet est également un éleveur de chevaux réputé, dont les produits portent l'affixe « de Baussy ». Éric a ainsi été sacré champion du monde 1990 avec Quito de Baussy, étalon issu de l'élevage familial.
Formé par son père, Éric Navet commence la compétition officielle dès l’âge de 12 ans à poney.
Originaire du Calvados (14), il choisit de s'installer avec sa famille dans l'Eure (27) à Panilleuse afin de se rapprocher de Paris.
Plusieurs fois champion de France, champion d'Europe, champion du monde, il lui reste à conquérir le titre olympique.
En 2004, sélectionné pour les Jeux d'Athènes, son cheval Dollar du Mûrier a été victime d'une blessure au dos. Lors du 1er tour du concours par équipes, il effectue un mauvais saut en s'échauffant ; il réussit tout de même à terminer son parcours avec quatre fautes mais le cavalier déclara forfait pour la suite des Jeux.
Il est depuis 2012 l'entraîneur du cavalier américain Karl Cook.

## Palmarès
- 1976 médaille d'argent aux championnats d'Europe juniors de Bruxelles avec Brooklyn.
- 1977 médaille d'or individuel et d'argent par équipe aux championnats d'Europe juniors de La Tour-de-Peilz en Suisse avec Brooklin.
- 1984  sélectionné pour les Jeux olympiques de Los Angeles avec J't'Adore.
- 1990 médaille d'or individuel et par équipe aux Jeux équestres mondiaux (JEM) de Stockholm (Suède) avec Quito de Baussy.
- 1991 médaille d'or en individuel et 4e par équipe aux championnats d'Europe à La Baule en France avec Quito de Baussy.
- 1992 médaille d'or aux championnats de France avec Roxane de Gruchy,

médaille de bronze par équipe aux Jeux olympiques de Barcelone avec Quito de Baussy,
no 1 mondial sur la World Ranking List.
- 1993 médaille de bronze par équipe aux championnats d'Europe à Gijón en Espagne avec Quito de Baussy.
- 1994 médaille d'argent par équipe aux jeux équestres mondiaux de La Haye avec Quito de Baussy.
- 1997 médaille d'or aux championnats de France avec Atout d'Isigny.
- 1998 médaille d'or aux championnats de France avec Alligator Fontaine,

médaille d'argent par équipe aux jeux équestres mondiaux de Rome avec Atout d'Isigny.
- 2001 médaille d'argent aux championnats de France des chevaux de 7 ans avec Gentleman Platière.
- 2002 médaille d'or par équipe et d'argent individuel aux JEM de Jerez de la Frontera (Espagne) avec Dollar du Mûrier
- 2004 médaille d'or aux championnats de France avec Dollar du Murier,

membre de l’équipe de France, vainqueur de la Samsung Super Ligue,
sélectionné aux Jeux olympiques d'Athènes avec Dollar du Mûrier.
- 2007 médaille d'or au championnat de France Pro Elite avec Hym d'Isigny* Lassergut[4].